# 마천루의 저주
마천루의 저주(Curse of the Skyscraper) 또는 마천루 지수(Skyscraper Index)는 1999년 1월 드레스덴 클라인보르트 투자은행의 재산분석관 앤드루 로렌스(Andrew Lawrence)가 고안한 개념으로서, 세계의 마천루 높이 기록이 갱신되면 경제적 침체의 전조가 닥칠 것이라는 내용이다. 경기 순환과 마천루 건축은 경기 성장세가 탈진하고 경제가 불황으로 돌아설 준비가 되었을 때 마천루 건축 투자는 최고점을 찍는 상관관계를 갖는다. 마크 토른턴(Mark Thornton)의 마천루 지수 모형은 2007년 8월에 시작된 2000년대 후반기 금융위기를 성공적으로 진단했다.
빌딩은 또 다른 경기 순환이 시작될 때 경제불황의 시작이나 이후에 마침내 완성된다. 이전의 비슷한 추론과는 다르게 ("마천루의 높이는 경제 호황의 바로미터이다.”), 로렌스는 마천루 프로젝트를 경제호황이 아니라 위기의 예측가로 보았다.
통계연구에서 빌딩의 높이는 불황이나 경기순환에 있어 다른 측면의 정확한 예측자로 사용될 수 없다는 것을 찾아냈다.  그러나GDP는 빌딩건축물의 높이를 예측 할 수 있다.

## 내용
로렌스는 그의 저서, 마천루 지표: 불완전한 타워들, 그의 연구를 시작하였다.) 그리고 그의 지표는 역사적인 데이터의 비교와 주로 미국의 사례를 기초에 두고 있다. 그는 전반적인 건설과 투자 통계를 묵살하고, 단지 마천루 높이 기록 갱신 프로젝트에 초점 맞추었다. 첫 번째의 두드러지는 예는 1907년의 패닉이다. 미국 뉴욕에 건설된 싱어 빌딩과 메트로폴리탄 생명보험회사 타워이다. 두 개의 최고 높이 기록 갱신 마천루는 1907년 패닉 이전에 공사가 시작되었다. 그리고 각각 1908년과 1909년에 완공되었다. 메트 라이프 빌딩은 1913년까지 세계에서 가장 높은 빌딩으로 남아있었다. 또 다른 일련의 예로 1929년 월 스트리트 폭락 이전에 공사가 시작된 다른 초고층 빌딩 크라이슬러 빌딩, 엠파이어 스테이트 빌딩등을 들 수 있다.
1973년과 1974년 사이에 발생한 주식 시장의 붕괴와1973년 오일 쇼크 동안에 1973년 세계 무역 센터와 시어스 타워에 의해 다음 기록 경신이 일어났다. 로렌스의 마지막으로 유효한 예는 1997년 아시아 금융위기에 완성되 5년 동안 세계 최고층 빌딩 이였던 말레이시아의 페트로나스 쌍둥이 타워이다. 로렌스는 이러한 현상과 과대평가투기, 그리고 통화팽창과 연결 지었다. 그러나 이러한 이슈들을 정교화 하지 않았다. 포춘의 5개의 미디어 회사의 합작으로 맨하튼의 건설한 새로운 마천루 (어떠한 기록도 깨지 못한 뉴욕 타임즈 빌딩이지만)에 대한 조심스러운 관찰로 2005년 이러한 개념은 다시 나타나게 되었다.
1999년 비즈니스 언론에 의해 공표된 이러한 직감적 간단한 개념은, (리차드 캉티용의 18세기 이론에서 도출된) 호주 경기 순환의 구조와의 대조 검토를 하였다. 마크 토른튼은 마천루 지표의 유용성에 대해3가지 캉티용 효과를 열거하였다. 첫 번째, 호황의 시작인 금리의 감소는 지대를 높인다. 두 번째, 금리의 감소는 더 많은 업무공간의 수요를 증가시켜 회사의 평균 크기를 확장하게 한다. 세 번째, 저금리는 이전 마천루의 최고높이 기록을 깨는 건설기술에 대한 투자를 창출한다. 이러한 세 요소는 성장시기에 정점을 찍게 된다.
비평가들은 마천루 지표를 신뢰할 수 없는 도구라고 묵살하였다. : 1차세계대전 이후의 불황, 1937년의 불황, 그리고 1980년대 초기의 불황 때에 어떠한 마천루 기록 갱신 프로젝트가 나타나지 않았다. 울워스 빌딩(1913년부터 1930년까지 최고층 빌딩)의 건설은 1913년부터 1915년까지 뉴욕의 과대한 건설위기와 동시대의 시카고의 기록적인 건설 호황에 의해 나타났다. 토른튼은 울워스 빌딩 의 완성은 최악의 3분기 국내총생산(GDP)감소에 이후에 완료되었다고 주장하였다. 따라서 이것은 규칙(로렌스 그 스스로 하였던)의 예외로 고려되면 안 된다.
부동산에 있어 주기적은 흐름은 로렌스 이전에 특히, 1930년대의 호머 호이트에 의해 철저히 연구되어 왔다. 1995년의 캐롤 윌리스의 뉴욕과 시카고의 사례 분석은 역사적으로 3분의 2에서 4분의 3의 마천루가 지대를 상승시켰다고 추정하였다; 기업조직이 그들 소유자의 브랜드 이름(역사적인 기록 생산자를 포함)을 부과한 것은 소수였다. 그리고 그들 소유자들의 브랜드 이름(역사적인 기록 갱신자)은 소수였다. 그리고 그들은 세입자들에게 너무 많이 임대하였다. 투기적인 부동산 마켓 주기는 이러한 두 행동 패턴의 사이에 있다.
자원의 가치가 예상가능한 일반적인 시기에는 빌딩 프로젝트의 수행은 잘 수행된 공식으로 신뢰적으로 측정 될 수 있다. 호황일 때에는, 합리적인 가격 책정은 비이성적인 구매자의 행동을 이끈다. 즉, 구매자는 호황의 시기에 증가한 수요와 임차료를 짐작한다. 따라서 그들은 평상시에 지불하는 것 보다 더 지불하려고 한다. 윌리스는 마천루의 높이는 경제호황의 바로미터라고 하였다., "또한, 가장 높은 빌딩은 일반적으로 호황의 마지막 때에 출현하게 되고 마천루의 높이는 투기열에 의해 높아지게 되며 투기열은 개발업자와 대출기관 모두에게 영향을 준다고 하였다."도시화는 마천루의 높이 상승의 주된 지표로써 주기적으로 지가를 부풀린다. 그러나, 이러한 사실이 지표가 되도록 높이지는 않는다. 이와 관련된 컨셉인 마천루 지표는 1930년대 랄프 넬슨 엘리엇에 의해 일반화되었다.. 이러한 것은 C.노트콧 파킨스의 이론의 고심작 즉, 쇠퇴 흐름에 단체는 잘 계획되고 멋진 빌딩을 가지고 있다는 것을 보여준다. 그의 대표적임 예는 마천루가 아니라 영국의 지배 이후에 급격히 건설된 인도의 뉴델리 (특별히 루틴 델리라고 불리는)이다.
최근의 건설된 부르즈 칼리파 또한 이러한 예 중 하나이다. 2009년 10월 건설회사 Emaar은 빌딩의 외부공사가 끝났다고 발표하였다. 2009년 11월 두바이 정부는 자신들의 빚에 대해 상환하지 못한다는 사실을 공표하였다. 데일리 텔레그레프의 Stephen Bayley는 이것에 대해 두바이의 새로운 두바이 타워는 건설의 야망 차원에서 서브프라임 시대의 목적없음, 두려움의 기념물이라 코멘트 하였다.

## 마천루 지표 가설의 실증적인 테스트
2015년 미츠라흐와 문드라의 연구는 마천루의 높이와 경제성장간의 상관관계에 초점 맞추었다. 연구는 두 가지 유형의 데이터를 분석하였다. 첫번째로, 연구는 내용과 세계의 높은 빌딩의 완성된 자료와 미국 전국경제조사국에서 조사한 미국 경제 순환의 최고점과 최저점간의 골 (파동)을 조사하였다. 그들은 경제순환과 가장 높은 빌딩간의 시각적인 상관관계는 존재하지 않는다는 것을 찾아냈다. 두번째로, 저자들은 건물의 높이와 경제적인 성장을 시간 벡터 자기회귀와 공적분 기술을 활용하여 분석하였다. 그들은 매년 가장 높은 빌딩과 미국, 캐나다, 중국 그리고 홍콩의 일인당 GDP과의 시계열 상관관계를 조사하였다.  저자들은 두 가지 사실 간의 상호관계성 즉, 그것들은 시간에 따라 함께 움직인다는 사실을 찾아냈다. 미국, 캐나다, 중국, 홍콩 등에 있는 매년 가장 높은 빌딩은 그 나라의 수입으로부터 시스템적으로 도출되지 않는다. 이와 같은 근거로 일반적으로, 마천루의 높이는 근본적으로 빌딩들 간의 높이 경쟁에 기초하고 있지 않다. 마지막으로, 벡터 자기회귀 방법은 저자들로 하여금 마천루의 높이가 GDP변화를 예측 할 수 있는가에 대한 것에 대한 이해를 제공하였다. 저자들은 높이는 GDP 변화를 예상하는데 사용될 수 없다는 것을 발견 하였다. 그러나, GDP는 마천루의 높이 변화를 예상하는데 이용될 수 있다. 즉, 연구는 급격한 마천루의 높이는 급격한 경제성장 때문이라는 것이라는 것을 찾아냈다. 그러나, 높이는 불황의 지표로 여겨 질 수는 없다.

## 같이 보기
- 마천루 목록
- 마천루

## 참고 자료
- Kaza, Greg (2010). “NOTE: Wolverines, Razorbacks, and Skyscrapers” (PDF). 《The Quarterly Journal of Austrian Economics》 13 (4): 74–79.
- Thornton, Mark (2005). “Skyscrapers and Business Cycles” (PDF). 《The Quarterly Journal of Austrian Economics》 8 (1): 51–74. doi:10.1007/s12113-005-1016-3.
- Willis, Carol (1995). 《Form Follows Finance: Skyscrapers and Skylines in New York and Chicago》. Princeton Architectural Press. ISBN 978-1-5689-8044-7.
- Blumenthal, Robin Goldwyn; Strauss, Lawrence C. (2013년 11월 16일). “The Skyscraper Index: Edifice Complex”. 《Barron's》. The U.S. has a new tallest building—One World Trade Center in New York—and that has conjured up some novel reading of economic tea leaves.